# فرزندان محمد

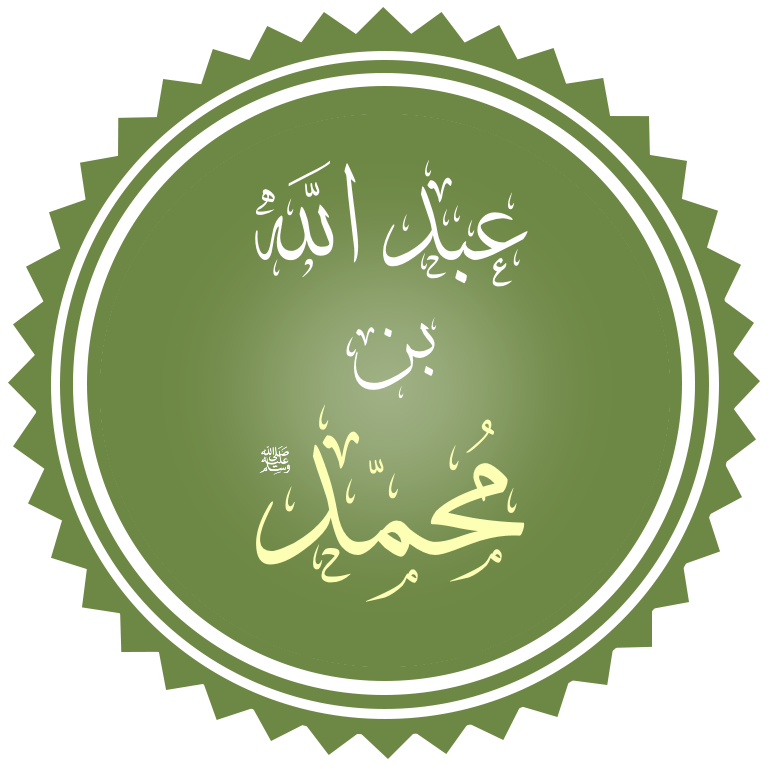
نمایه‌ای مزین به نام عبدالله بن محمد

فرزندان محمد اشاره به سه پسر و چهار دختر محمد، پیامبر اسلام دارد. خدیجه، همسر اول محمد، مادر دو پسر و چهار دختر او بود، درحالی که ماریه القبطیه مادر دیگر پسر او بود.
همه پسران محمد در کودکی جان خود را از دست دادند و تنها دخترانش، که دو تن از آنان با عثمان بن عفان ازدواج کردند، یکی به عقد علی درآمد و دیگری با ابوالعاص بن ربیع مزدوج شد، تا رسیدن به سن جوانی زندگی کردند. همه فرزندان محمد به جز فاطمه، پیش از مرگ پدرشان درگذشتند.

## فهرست فرزندان
- قاسم بن محمد (۵۹۸–۶۰۰ یا ۶۰۱ میلادی)
- زینب بنت محمد (۵۹۹–۶۳۰ میلادی)
- رقیه بنت محمد (۶۰۱–۶۲۴ میلادی)
- ام کلثوم بنت محمد (۶۰۳–۶۳۰ میلادی)
- عبدالله بن محمد (متوفی ۶۱۵ میلادی)
- فاطمه بنت محمد (ح. ۶۱۵ – ۶۳۲ میلادی)
- ابراهیم بن محمد (۶۳۰–۶۳۱ میلادی)

## دیدگاه مخالف
بعضی باور دارند که محمد تنها پدر زیستی فاطمه بوده است و سه دختر دیگر، پیش از اینکه محمد با خدیجه ازدواج کند، در خانه خدیجه زندگی می‌کردند؛ این درحالی است که بنا بر نظر مشهور، هر چهار دختر حاصل ازدواج پیامبر اسلام با خدیجه بوده‌اند.
برخی از پژوهشگران معاصر شیعه مانند سید جعفر مرتضی عاملی، فاطمه زهرا را تنها دختر محمد دانسته و الباقی دختران منسوب به وی را دختران هاله -خواهر خدیجه- گزارش کرده‌اند. (رک: مرتضی عاملی، الصحیح فی السیرة، ۲:‎ ۱۲۱–۱۲۳.)